# أندريا بيتكوفيتش
أندريا بيتكوفيتش (بالألمانية: Andrea Petković) مواليد 09 سبتمبر 1987 في جمهورية البوسنة والهرسك الاشتراكية، جمهورية يوغسلافيا الاشتراكية الاتحادية، هي لاعبة كرة مضرب ألمانية تلعب باليد اليمنى بدأت مسيرتها كمحترفة عام 2006 وتحتل حالياً المرتبة رقم. 17 (27 أكتوبر 2014) في تصنيف رابطة محترفات كرة المضرب.

## روابط خارجية
- أندريا بيتكوفيتش على موقع IMDb (الإنجليزية)
- أندريا بيتكوفيتش على موقع رابطة محترفات التنس (الإنجليزية)
- أندريا بيتكوفيتش على موقع الاتحاد الدولي لكرة المضرب (الإنجليزية)
- أندريا بيتكوفيتش على موقع كأس بيلي جين كينغ (الإنجليزية)
- أندريا بيتكوفيتش على موقع خلاصة التنس.كوم (الإنجليزية)
- أندريا بيتكوفيتش على موقع إي إس بي إن.كوم (الإنجليزية)
- أندريا بيتكوفيتش على موقع اللجنة الأولمبية الدولية (الإنجليزية)
- أندريا بيتكوفيتش على موقع أوليمبيديا (الإنجليزية)
- أندريا بيتكوفيتش على موقع اللجنة الأولمبية الألمانية (الألمانية)